# 高飛犧牲打
高飛犧牲打（英語：Sacrifice Fly）是棒球運動中的一個名詞。是指打者在無人出局或一人出局的情形下，擊出高飛球被接殺之後，在不是因為對方野手失誤的情形下，使壘上的跑者回到本壘得分的情形。由於棒球規則中規定，凡是被接殺的球，跑壘員必須在球被接殺之後，方得開始由原佔的壘包起跑，所以如果他本來站在原壘包一段距離外，就必須折回原壘包觸壘（即“再觸壘”）後才起跑。高飛犧牲打大都是具有一定距離以上的外野高飛球，才能使壘上的跑者（絕大多數是三壘）有足夠時間回到本壘得分。假如一個原本應該能形成的高飛犧牲打的外野高飛球，因為對方野手的失誤漏接，則仍然視為一個高飛犧牲打。此外界外高飛球被接殺之後，壘上的跑者亦可以開始起跑，因此界外高飛球也有成為高飛犧牲打的可能性。
如果高飛球只是讓壘上跑者往前推進壘位，而沒有回到本壘得分時，則仍記為一般的高飛球出局而不記為高飛犧牲打。
如果高飛球在沒有發生失誤的情況下，二壘跑者連跑2個壘位回到本壘得分，仍記為高飛犧牲打，但使二壘跑者回本壘得分的高飛犧牲打相當罕見，通常是野手接到球後因撞擊牆面或隊友，致使無法立即將球回傳時發生。
由於高飛犧牲打具有一分打點，對於球隊的進攻有一定程度的貢獻，因此不計打數，也就是說擊出高飛犧牲打對打者的打擊率不會造成影響，但會降低上壘率。
由於界外高飛球依照規則也可能形成高飛犧牲打，因此外野手在進攻方無人或一人出局三壘有跑者時，可能會因為戰況避免出現高飛犧牲打而刻意不接打到外野的界外飛球，如此一來球落地後就形成界外球，而界外球期間的所有跑壘或得分按照棒球規則都不算數。